# Шелковичи (Речицкий район)
Шёлковичи (бел. Шо́ўкавічы) — деревня в Речицком районе Гомельской области Белоруссии. В составе Комсомольского сельсовета.

## География

### Расположение
В 39 км на северо-запад от Речицы, в 89 км от Гомеля и в 23 км от железнодорожной станции Бабичи.

## Транспортная система
Транспортная связь по просёлочной, а затем по автодороге Светлогорск — Речица.
В деревне 17 жилых домов (2004 год). Планировка состоит из короткой улицы с широтной ориентацией. Деревня застроена деревянными домами.

## Гидрография
На южной окраине расположен исток реки Столпинка (приток реки Сведь).

## История
Согласно письменным источникам деревня известна с XVIII века в составе Речицкого повета Минского воеводства Великого княжества Литовского. После 2-го раздела Речи Посполитой (1793 год) в составе Российской империи. В 1850 году в Горвальской волости Речицкого уезда Минской губернии. В 1879 году обозначена в Сведском церковном приходе.
В 1931 году организован колхоз.
Во время Великой Отечественной войны оккупанты в июне 1943 года полностью сожгли деревню и убили 10 жителей, на фронтах погибли 25 жителей деревни.
В 1959 году деревня входила в состав колхоза «Комсомольск» с центром в деревне Комсомольск.

## Население

### Численность
2004 год — 17 дворов, 22 жителя.

### Динамика
- 1795 год — 11 дворов.
- 1850 год — 13 дворов.
- 1897 год — 54 жителя (согласно переписи).
- 1930 год — 38 дворов, 208 жителей.
- 1959 год — 187 жителей (согласно переписи).
- 2004 год — 17 дворов, 22 жителя.

## Известные уроженцы
- Владимир Липский — белорусский писатель